# Neobisium pauperculum
Neobisium pauperculum är en spindeldjursart som beskrevs av Beier 1959. Neobisium pauperculum ingår i släktet Neobisium och familjen helplåtklokrypare. Inga underarter finns listade i Catalogue of Life.